# Кеджу, Илания
Илания Кеджу (англ. Ilania Keju; род. 9 апреля 1997, Ориндж, Калифорния) — маршалловская борчиха вольного стиля. Чемпионка Океании 2015 года, бронзовый призёр чемпионата Океании 2016 года, чемпионка Микронезийских игр 2014 года.

## Биография
Илания Кеджу родилась 9 апреля 1997 года в американском округе Ориндж в штате Калифорния.
Окончила среднюю школу Спринг Клейн Оак в штате Техас. Училась в Оклахомском университете.
Выступала в соревнованиях по вольной борьбе за клуб «Визаут Лимитс».
В 2014 году вошла в состав сборной Маршалловых Островов на летних юношеских Олимпийских играх в Нанкине. В весовой категории до 70 кг на групповом этапе проиграла туше Туджбе Кылыч из Турции и техническим превосходством Пак Чхэ Рин из Южной Кореи, выиграла решением судей у Ами Юин из Кот-д’Ивуара. В схватке за 5-6-е уступила туше Леонеле Айови из Эквадора.
В том же году завоевала золотую медаль на Микронезийских играх в Понпеи в весовой категории до 69 кг.
Трижды становилась чемпионкой Океании среди юниорок (2014—2016), один раз — среди молодёжи (2014).
Дважды выигрывала медали чемпионатов Океании: золото в 2015 году в Маджуро в весе до 69 кг и бронзу в 2016 году в Гамильтоне в весе до 63 кг.
В 2015 году выступала на чемпионате мира по вольной борьбе в Лас-Вегасе. В весовой категории до 69 кг проиграла в 1/16 финала Елене Пирожковой из США.
В 2016 году участвовала в африканско-океанийском квалификационном олимпийском турнире. В весовой категории до 63 кг выбыла в первом же поединке, уступив Амине Бенабдеррахман из Алжира.